# Templo Masónico de Caracas

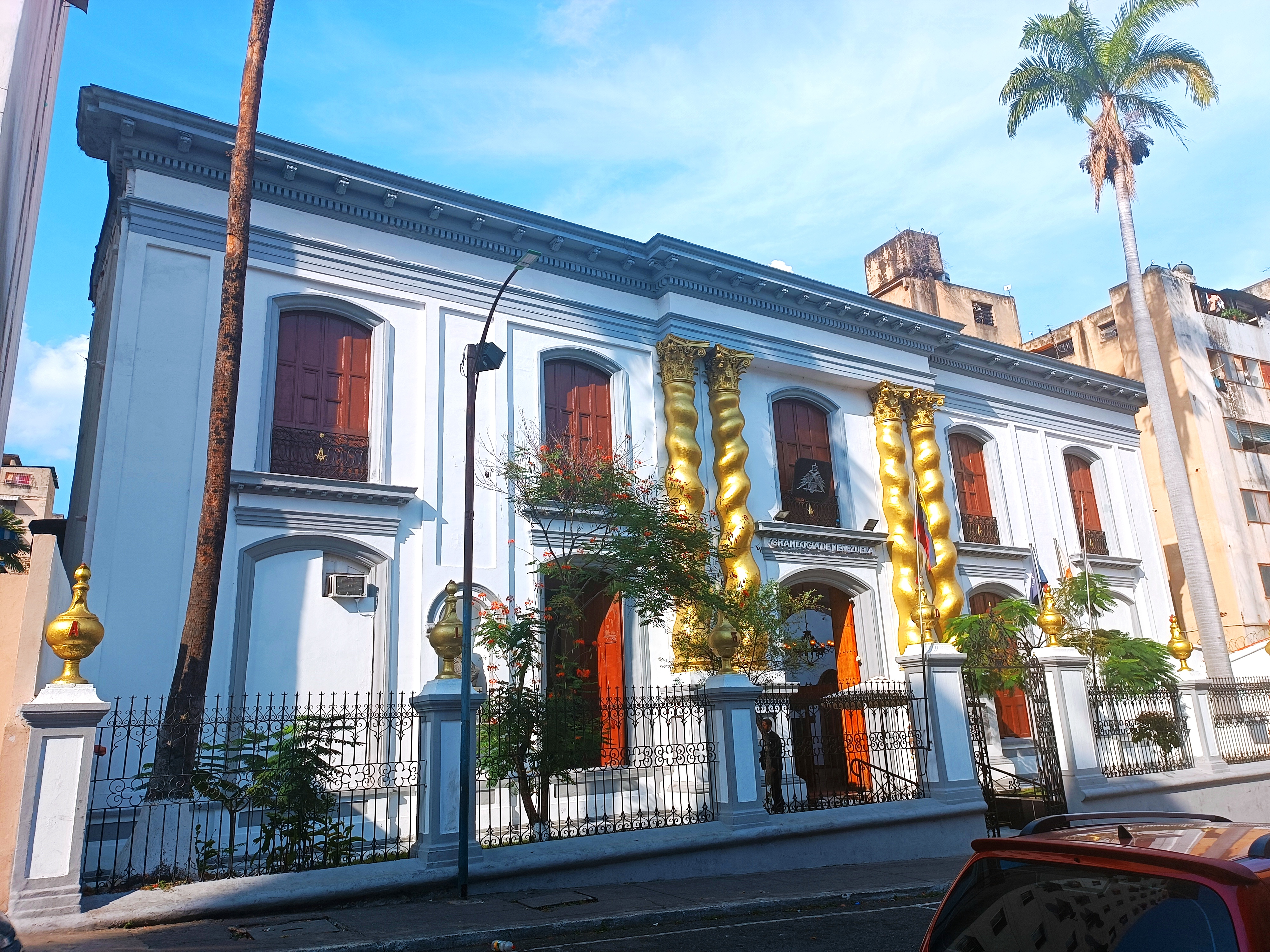
Templo de la Gran Logia de Venezuela

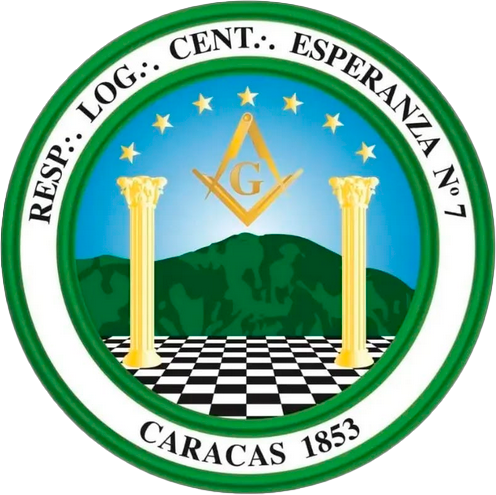
Logia Esperanza N.º 7

El Templo Masónico de Caracas o Gran Templo Masónico es una edificación del período republicano ubicado en Caracas, Venezuela entre las esquinas de Jesuitas a Maturín, en la Parroquia Altagracia del Municipio Libertador.  

## Historia
La idea surgió del seno de la Respetable logia "Esperanza" N.º 7 de Caracas, la cual viendo la necesidad de tener un espacio propio para la masonería,  comenzó a organizar la propuesta y hacer las primeras acciones para llevar a cabo tan importante obra. En 1860, el proyecto se hizo más ambicioso con la intención de crear un gran templo que cumpliera con todas las características arquitectónicas de la masonería, por lo que la Logia Esperanza N.º 7 buscó apoyo económico con otras logias de la jurisdicción.

### Construcción
El 10 de septiembre de 1863, es adquirido un solar o casona ubicada entre las esquinas de Jesuitas a Maturín, que estaba en remate. La construcción del templo se inició el 11 de septiembre de 1864, según diseño del arquitecto Juan Hurtado Manrique, pero luego de nueve años se hicieron insuficientes los recursos para concluir las obras, al punto que a mediados de 1873 se paralizan los trabajos. El entonces presidente de la República Antonio Guzmán Blanco, quien era masón y miembro activo de la Logia Esperanza N.º 7 (en ese año ocupando el cargo de Orador fiscal en dicha logia), decide que el Estado asuma las obras a partir del 1 de diciembre de 1873. 
El 27 de abril de 1876, a las 10:00 a. m., es inaugurado formalmente el Gran Templo Masónico de Caracas por el mismo Guzmán Blanco, quien pronunció un elocuente discurso, haciendo entrega a la Masonería Venezolana de tan imponente arquitectura.